# Марёй (Па-де-Кале)
Марёй (фр. Marœuil) — коммуна во Франции, регион О-де-Франс, департамент Па-де-Кале, округ Аррас, кантон Аррас-1. Расположена в 6 км к северо-западу от Арраса, на обоих берегах реки Скарп. На юго-западе коммуны находится железнодорожная станция Марёй линии Аррас–Сен-Поль-сюр-Тернуаз.
Население (2018) — 2 461 человек.

## Достопримечательности
- Развалины старинного аббатства с подземными галереями

## Экономика
Структура занятости населения:
- сельское хозяйство — 4,7 %
- промышленность — 21,3 %
- строительство — 9,1 %
- торговля, транспорт и сфера услуг — 34,5 %
- государственные и муниципальные службы — 30,5 %

Уровень безработицы (2017) — 10,3 % (Франция в целом — 13,4 %, департамент Па-де-Кале — 17,2 %). 

Среднегодовой доход на 1 человека, евро (2017) — 23 610 (Франция в целом — 21 110, департамент Па-де-Кале — 18 610).

## Демография
Динамика численности населения, чел.

## Администрация
Пост мэра Марёя с 2020 года занимает Жан-Мари Трюфье (Jean-Marie Truffier). На муниципальных выборах 2020 года возглавляемый им список одержал победу во 2-м туре, получив 46,45 % голосов (из четырех списков) и определив занявший второе место список на 5 голосов.
| Период | Период | Фамилия           | Партия                         | Примечания                                  |
| ------ | ------ | ----------------- | ------------------------------ | ------------------------------------------- |
| 1988   | 1989   | Виктор Дамар      |                                |                                             |
| 1989   | 2001   | Жан-Мари Трюфье   | Союз за французскую демократию | врач, член Генерального совета департамента |
| 2001   | 2008   | Жан-Пьер Карньюль | Социалистическая партия        |                                             |
| 2008   | 2020   | Даниэль Дамар     | Разные правые                  | член Совета департамента                    |
| 2020   |        | Жан-Мари Трюфье   |                                |                                             |

## Города-побратимы
- Менден (Зауерланд), Германия

## Ссылки

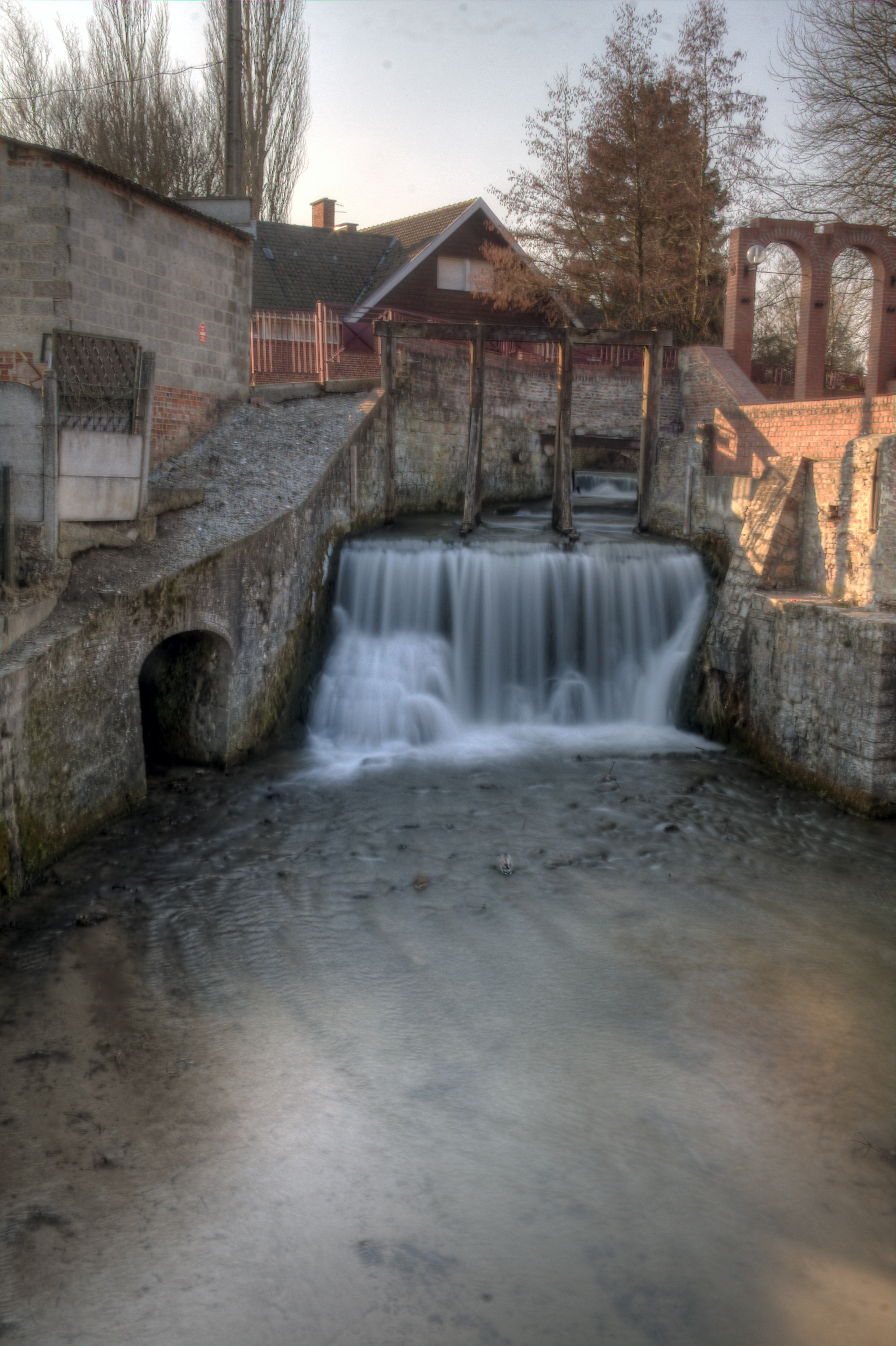
Скарп на территории Марёя